# Ismaël Lô
Ismaël Lô (ur. 30 sierpnia 1956 w Dongo Buti w Nigrze) – senegalski piosenkarz, gitarzysta i harmonijkarz. Jego piosenkę Tajabone Pedro Almodóvar wykorzystał w filmie Wszystko o mojej matce.